# Carviçais
Carviçais es una freguesia portuguesa del municipio de Torre de Moncorvo, con 64,19 km² de superficie y 882 habitantes (2001). Su densidad de población es de 13,7 hab/km².